# Ліна Ланська
Людмила Ігорівна Мишко, в шлюбі Лихова, відома як Ліна Ланська (нар. 18 травня 1957, Рівчак-Степанівка Носівського, нині Ніжинського р-ну Чернігівської обл.) — українська поетеса та письменниця, громадська діячка, лікарка за фахом, членкиня НСПУ.

## Життєпис
Народилася в сім'ї службовців. Батько: Мишко Ігор Дмитрович працював лікарем у місті Носівка. Мати: Мишко Ганна Михайлівна — вчителька середньої школи № 1 м. Носівка — (нині покійні).
Закінчила з золотою медаллю Носівську середню школу № 1 в 1974 році, і в цьому ж році вступила до Київського медичного університету ім. О. О. Богомольця, де навчалась до 1980 року.
1984—1987 — працювала лікаркою-педіатринею в м. Ерденет, МНР.
Живе і працює лікаркою в Чернігові.
Одружена з Лиховим Валерієм Миколайовичем. Син Ігор проживає у м. Києві.

## Творчість
Авторка семи збірок поезії, що вийшли друком у Житомирі, видавець О.О. Євенок:
1. «Танець на лезі» (2017, c. 178)
2. «Маленькі вірші великої Ліни» (2018, c. 66)
3. «Бурштиновий рай» (2019, c.139)
4. «Смарагдова скрижаль» (2019, с. 133)
5. «Цілую Твій поділ» (2020, с. 102)
6. «Сріблястий міст» (2021, Євенок с. 271)
7. «Хрещені лихом» (2023, с. 135)

Авторка навчально-методичного посібника «Плин зворотного часу» / за наук. ред. І. О. Небеленчук. Кропивницький «ПОЛІМЕД сервіс», 2022 с. 100
Поезії також опубліковані:
- на поетичних вебсайтах з 2014 року: проспект Піднесення, «Жінка — УКРАЇНКА», Народ UA.
- В журналах: «Чорнильна хвиля» (Київ 2015), «Літературний Чернігів» № 1/69, № 1/77. (м. Чернігів, 2015, 2017), «Дніпро» (м. Київ, 2016, 2017), «Барви» (м. Хмельницький, 2014, 2015),
- В альманахах: «Мовою серця», «Сила почуттів», «Листи до Миколая»(м. Хмельницький, 2014, 2015), Скіфія 2017 ВЕСНА. «Склянка часу» Zaitglas (м. Канів, 2017), «Енциклопедії сучасної літератури» (м. Хмельницький, 2016), "ПАЛАЦ «Літаратурны альманах „ПАЛАЦ“ 2017. Гомель 5 Мінск «КНІГАЗБОР» 2018, «Первоцвіт» (м. Чернігів, 2018), «Мандрівні вірші» (Чернігів, 2019), «Вічність трива цей день» (Тернопіль, 2023)[1];

Учасниця: І Всеукраїнського фестивалю любовної лірики «Мовою серця» (м. Івано-Франківськ, 2016, 2017), Народного мистецько—історичного фестивалю «Українські передзвони» (м. Київ, 2017, 2018).
Рецензії на твори Ліни Ланської публікували М. Ткач, Р. Расевич, О. Мамчич, М. Будлянський.

## Громадська діяльність
Співорганізаторка Першого Всеукраїнського поетичного стартапу «Дотиком душі» (м. Чернігів, 2017)
Засновниця творчої громадської організації «Білі ворони» (Чернігів, 2017)
Членкиня літературної спілки „Чернігів“ з 2017 р.
Членкиня ВТС КЛУ з 2018, Національної спілки письменників України (з 19 жовтня 2021).

## Відзнаки
Дипломантка:
- VII Міжнародного конкурсу духовної творчості «Краса душі» (м. Соснівка, 2016);
- III Всеукраїнського літературного конкурсу ім. Л. Мартовича (м. Жовква, 2017), диплом ІІІ ступеня у номінації „Поезія“ (добірка);
- IV Всеукраїнського літературного конкурсу ім. Л. Мартовича (м. Жовква, 2018).